# Tour de l’Horloge (Auxerre)
Die Tour de l’Horloge (dt. Uhrturm) steht in Auxerre in Burgund, Frankreich. Die ursprüngliche Turm, auch Tour Gaillarde genannt, war Teil einer gallo-römischen Befestigungsanlage und wurde im Laufe der Jahrhunderte oft restauriert, erweitert und erhöht. Angelehnt an diesen Turm wurde 1483 ein Stadttor errichtet, in dem sich auch ein Gefängnis befand. Im 17. Jahrhundert wurde von den reichen Bürgern der Stadt die heute bekannte Turmuhr gestiftet, die über dem Stadttor eingebaut wurde und deren Uhrwerk sich im ehemaligen Gefängnis befindet. Die Uhr hat zwei Zifferblätter mit gotischen Ornamenten, eines am Ostseite und eines am Westseite des Tores. Das Besondere an der Uhr sind ihre beiden Uhrzeiger, welche sich unabhängig voneinander bewegen. Der eine hat als Symbol die Sonne, der andere den Mond, und sie zeigen dementsprechend den Stand der Sonne bzw. des Mondes an.
Im Erdgeschoss des Turms befand sich eine Druckerei, in welcher der berühmte Dichter Nicolas Edme Restif de la Bretonne in seiner Jugend beschäftigt war.
Das Gebäude ist seit 1862 als ein Monument historique klassifiziert.
Heute steht der Uhrturm inmitten der Fußgängerzone der Altstadt von Auxerre, an der Rue d’Horloge, und ist ein Anziehungspunkt für die vielen Touristen, die Auxerre Jahr für Jahr besuchen.

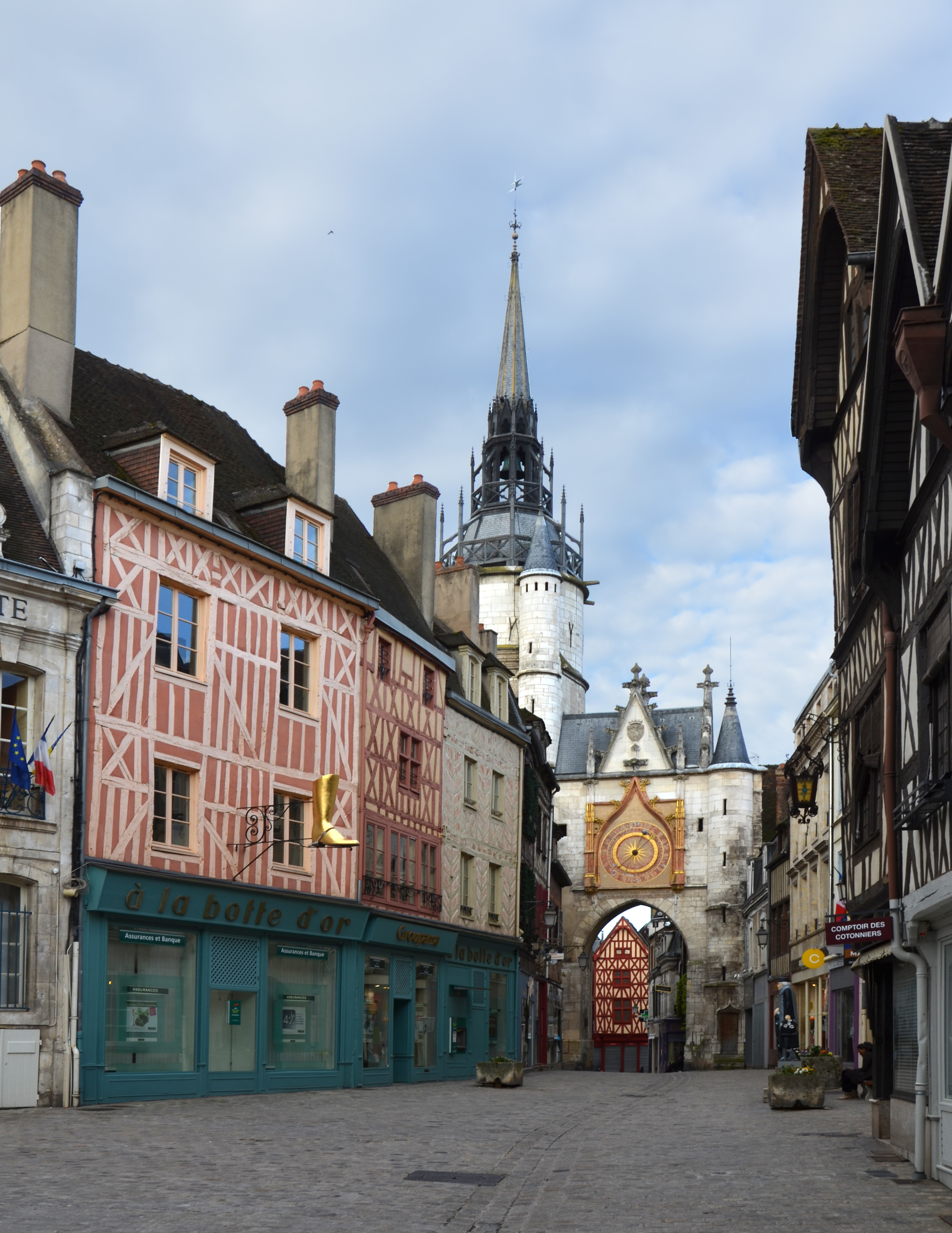
Blick von Ost
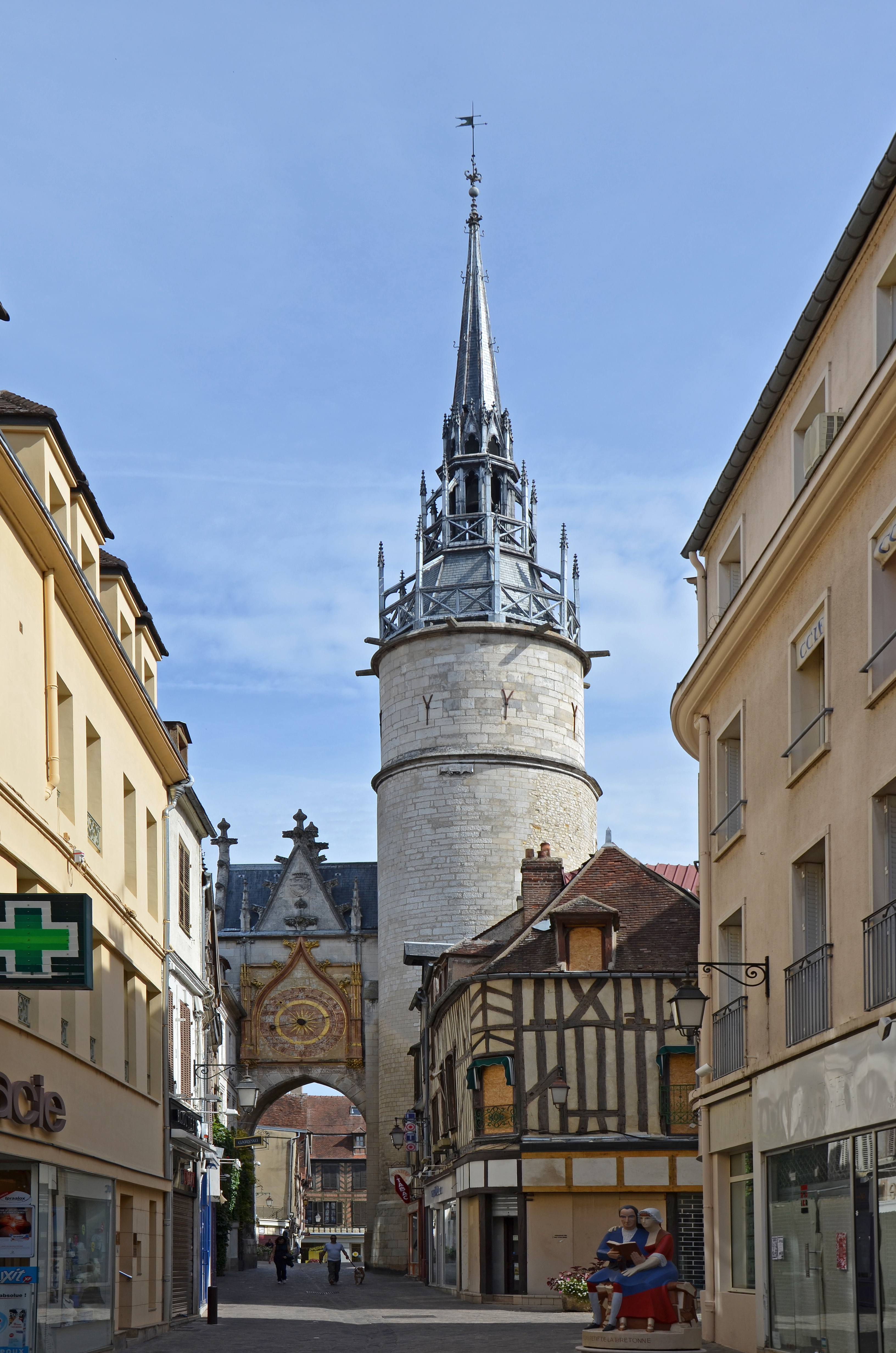
Blick von West
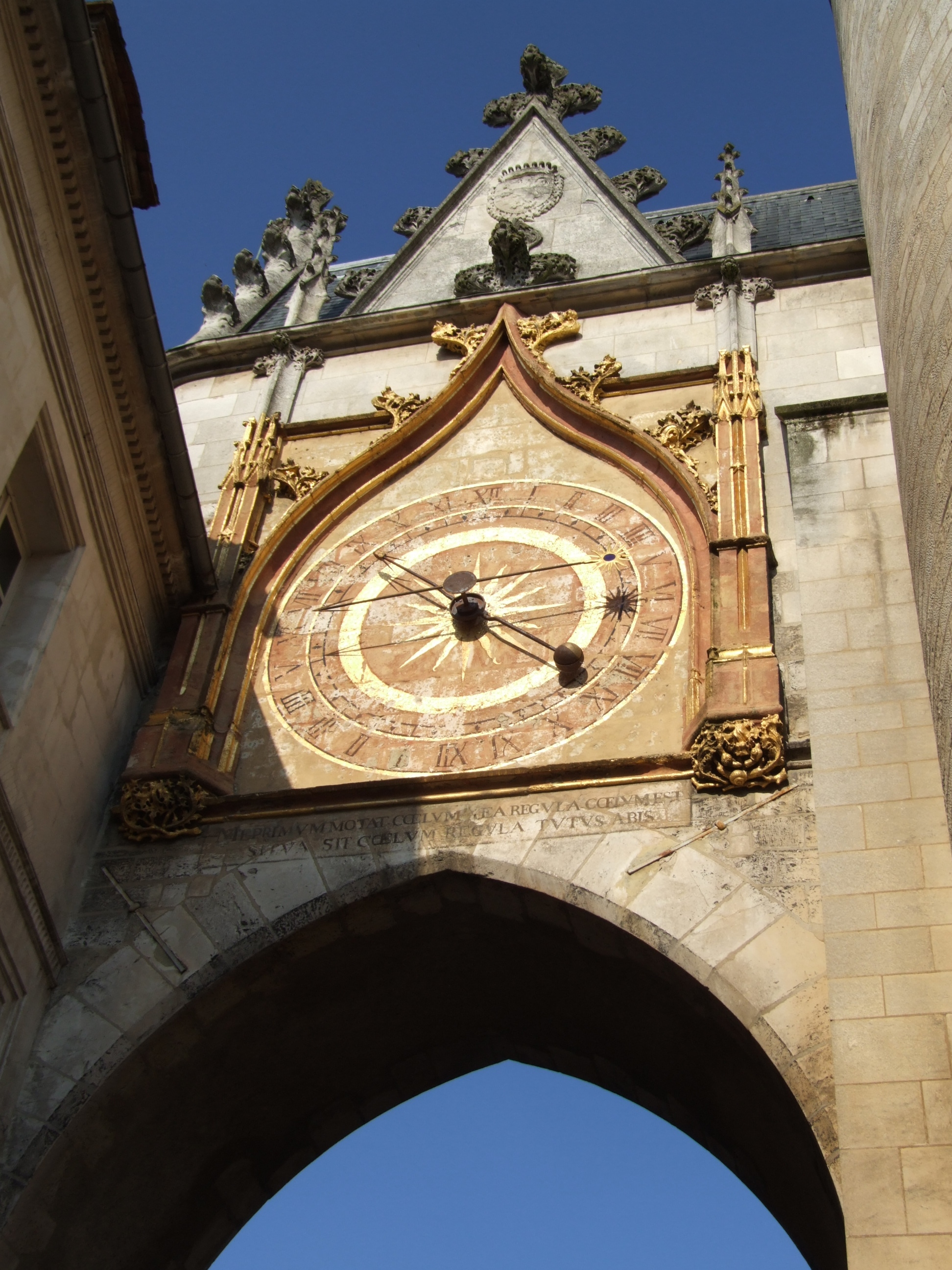
Uhr von Unten
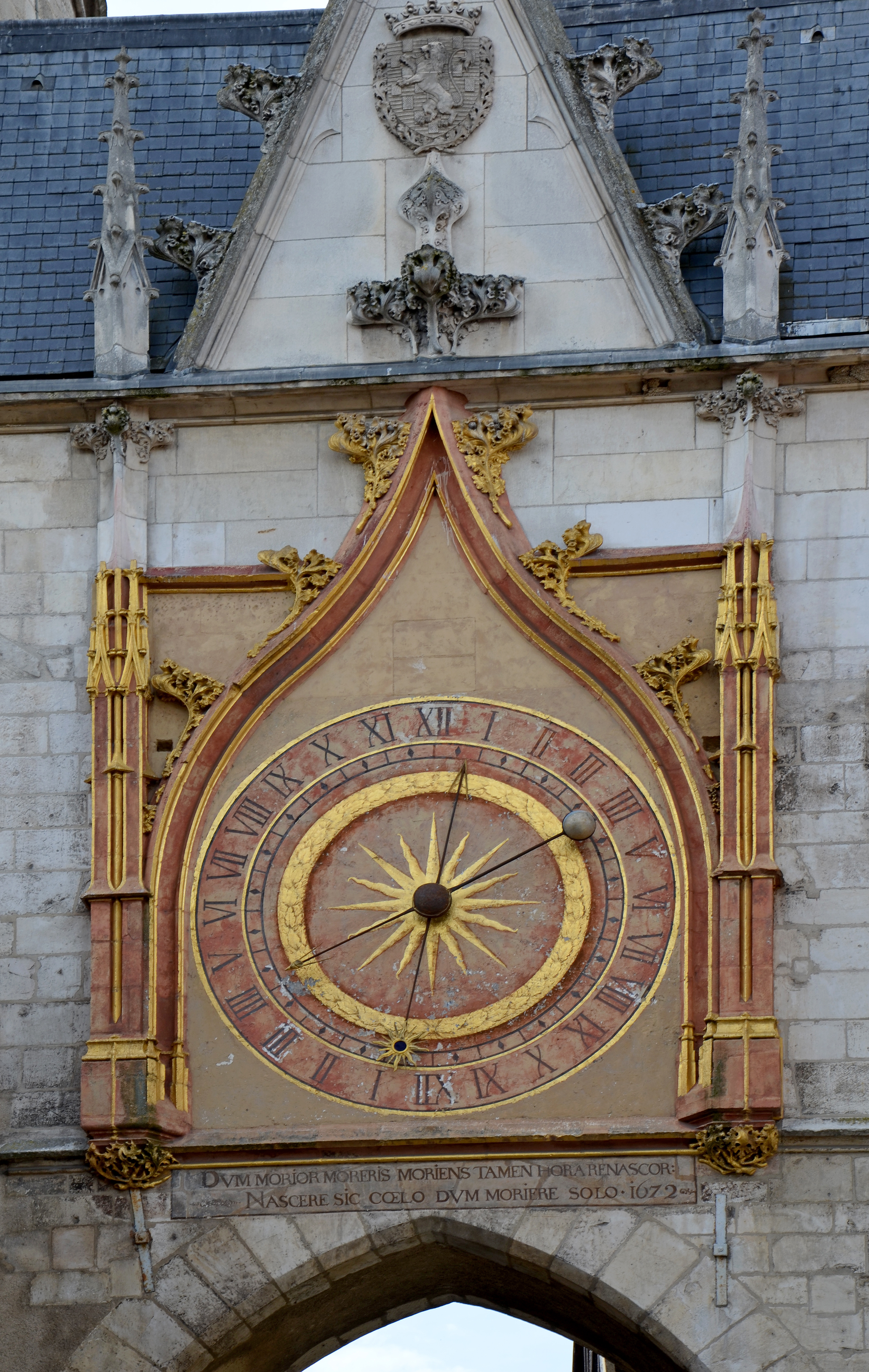
Zifferblatt